# SWF
SWF (Shockwave Flash, впоследствии Small Web Format) — формат файла для флеш-анимации, векторной графики, видео и аудио в сети Интернет. Картинка, сохранённая в этом формате, масштабируется без видимых искажений, видеоролик имеет небольшой размер, происходит более быстрая загрузка видео файла и его воспроизведение.
Сфера использования SWF различна, это могут быть игры, веб-сайты, CD презентации, баннеры и просто мультфильмы. При создании программного обеспечения можно использовать медиа, звуковые и графические файлы, можно создавать интерактивные интерфейсы и полноценные веб-приложения с использованием PHP и XML.
Первоначально формат был разработан в 1995 году американской компанией FutureWave Software. Программа называлась FutureSplash Animator, а формат имел расширение SPL.
В декабре 1996 года компанию FutureWave Software приобрела компания Macromedia, а программу FutureSplash Animator переименовали в Macromedia Flash. Компания Macromedia уже имела собственный продукт Macromedia Shockwave. Macromedia стала использовать плагин Shockwave и для подключения других продуктов, включая Flash. Поэтому тип MIME для Flash назвали application/x-shockwave-flash, а файловое расширение SPL заменили на SWF (сокращение от «ShockWave Flash»).
В свою очередь, в декабре 2005 года компанию Macromedia поглотила Adobe. Компания Adobe, для избежания путаницы между Flash и ShockWave, объявила, что SWF следует расшифровывать как «Small Web Format».
Файлы SWF можно было открыть программой Adobe Flash Player или любым браузером, поддерживающим Flash. Для воспроизведения Flash-приложений браузерами необходимо было установить подключаемый модуль Adobe Flash.
Плагин Shockwave Flash — программный модуль, реализующий в браузерах функцию Adobe Shockwave — мультимедийной программной платформы, включающей проигрыватель Shockwave Player и инструментарий создания контента Adobe Director.